# Джеймс Халсъл
Джеймс Доналд Халсъл (на английски: James Donald Halsell, Jr.) е американски астронавт, ветеран от пет космически полета.

## Образование
Джеймс Халсъл завършва гимназия в родния си град. След това постъпва в Академията на ВВС и става тест пилот. През 1985 г. се дипломира в Технологичния институт на USAF с магистърска степен по космически операции.

## Военна кариера
След дипломирането си, Халсъл лети на реактивни самолети F-4 и F-16. Връх в неговата кариера на пилот е службата на разузнавателния самолет Локхийд SR-71.

## Служба в НАСА
Халсъл е избран за астронавт от НАСА на 17 януари 1990 г., Астронавтска група №13. Той е взел участие в пет космически полета.

### Полети
| Космически полети на Джеймс Доналд Халсъл                  | Космически полети на Джеймс Доналд Халсъл | Космически полети на Джеймс Доналд Халсъл | Космически полети на Джеймс Доналд Халсъл | Космически полети на Джеймс Доналд Халсъл | Космически полети на Джеймс Доналд Халсъл | Космически полети на Джеймс Доналд Халсъл |
| №                                                          | Дата                                      | КК                                        | Емблема на мисията                        | Функции                                   | Продължителност                           |                                           |
| ---------------------------------------------------------- | ----------------------------------------- | ----------------------------------------- | ----------------------------------------- | ----------------------------------------- | ----------------------------------------- | ----------------------------------------- |
| 1                                                          | 8 юли 1994                                | „Колумбия“, мисия STS-65                  |                                           | Пилот                                     | 14 денонощия 17 часа 55 мин. 00 сек.      |                                           |
| 2                                                          | 12 ноември 1995                           | „Атлантис“, мисия STS-74                  |                                           | Пилот                                     | 8 денонощия 04 часа 31 мин. 42 сек.       |                                           |
| 3                                                          | 4 април 1997                              | „Колумбия“, мисия STS-83                  |                                           | Командир                                  | 3 денонощия 23 часа 13 мин. 38 сек.       |                                           |
| 4                                                          | 1 юли 1997                                | „Колумбия“, мисия STS-94                  |                                           | Командир                                  | 15 денонощия 16 часа 45 мин. 29 сек.      |                                           |
| 5                                                          | 19 май 2000                               | „Атлантис“, мисия STS-101                 |                                           | Командир                                  | 9 денонощия 21 часа 10 мин. 10 сек.       |                                           |
| Сумарно време в космоса – 59 денонощия 10 часа и 34 минути |                                           |                                           |                                           |                                           |                                           |                                           |

- По време на третия полет, мисия STS-83 излиза от строя горивна клетка №2. При запланувани повече от 15 денонощия, полетът продължава по-малко от четири. НАСА поставя като приоритет сигурността на астронавтите и мисията е прекратена. Повторена е отново след 87 дни, STS-94 със същите параметри и същата совалка (с подменена горивна клетка). Това е единствения случай, когато един екипаж повтаря мисия и то в границите само на три месеца.

### Административна служба
- Мениджър на програмата Спейс шатъл в Космическия център „Кенеди“ от 2000 до 2002 г. Директор на полетите на 13 мисии на космическата совалка.
- След катастрофата с Колумбия работи като Ръководител на екипа по планиране на полетите до 2005 г. Напуска НАСА през ноември 2006 г.

## След НАСА
Дж. Халсъл работи като вицепрезидент на групата за изследване на космически системи в Космическия център „Маршал“, Хънтсвил, Алабама.